# Бюри (кантон)
Бюри (фр. Burie) — кантон во Франции, находится в регионе Пуату — Шаранта. Департамент кантона — Приморская Шаранта. Входит в состав округа Сент. Население кантона на 2006 год составляло 6811 человек.
Код INSEE кантона 1705. Всего в кантон Бюри входят 10 коммун, из них главной коммуной является Бюри.

## Коммуны кантона
- Бюри — население 1260 чел.
- Шерак — население 1027 чел.
- Домпьер-сюр-Шарант — население 438 чел.
- Экуайё — население 1126 чел.
- Ле-Сёр — население 240 чел.
- Мигрон — население 619 чел.
- Сен-Бри-де-Буа — население 418 чел.
- Сен-Сезер (Шаранта Приморская) — население 925 чел.
- Сен-Сован — население 508 чел.
- Виллар-ле-Буа — население 250 чел.